# Dominikanska republikens damjuniorlandslag i volleyboll
Dominikanska republikens damjuniorlandslag i volleyboll representerar Dominikanska republiken i juniorsammanhang på damsidan i volleyboll. De har överlag varit mycket framgångsrika i de olika åldersklasserna. De vann U20-VM 2015 och har vunnit flera nordamerikanska mästerskap i olika åldersklasser.

## Resultat
| Tävling                  | Guld | Silver | Brons |
| U23-VM                   | -    | 1      | 1     |
| Panamerikanska U23-cupen | 3    | -      | -     |

| Kronologisk resultatlista | Kronologisk resultatlista   | Kronologisk resultatlista |
| ------------------------- | --------------------------- | ------------------------- |
| Pos.                      | Tävling                     | År                        |
|                           | Panamerikanska U23-cupen    | 2012                      |
| 2                         | U23-VM                      | 2013                      |
|                           | Panamerikanska U23-cupen    | 2014                      |
| 3                         | U23-VM                      | 2015                      |
|                           | Panamerikanska U23-cupen    | 2016                      |
| 4                         | U23-VM                      | 2017                      |
| 1                         | Panamerikanska U23-cupen    | 2018                      |
| 1                         | Panamerikanska U23-cupen    | 2021                      |
| 5                         | Panamerikanska juniorspelen | 2021                      |
| 1                         | Panamerikanska U23-cupen    | 2023                      |

| Tävling                  | Guld | Silver | Brons |
| U23-VM                   | -    | 1      | 1     |
| Panamerikanska U23-cupen | 3    | -      | -     |

| Kronologisk resultatlista | Kronologisk resultatlista   | Kronologisk resultatlista |
| ------------------------- | --------------------------- | ------------------------- |
| Pos.                      | Tävling                     | År                        |
|                           | Panamerikanska U23-cupen    | 2012                      |
| 2                         | U23-VM                      | 2013                      |
|                           | Panamerikanska U23-cupen    | 2014                      |
| 3                         | U23-VM                      | 2015                      |
|                           | Panamerikanska U23-cupen    | 2016                      |
| 4                         | U23-VM                      | 2017                      |
| 1                         | Panamerikanska U23-cupen    | 2018                      |
| 1                         | Panamerikanska U23-cupen    | 2021                      |
| 5                         | Panamerikanska juniorspelen | 2021                      |
| 1                         | Panamerikanska U23-cupen    | 2023                      |

| Sport | volleyboll                   |      |
| Resultat |                              |      |
| \| Kronologisk resultatlista \| Kronologisk resultatlista \| Kronologisk resultatlista \| \| ------------------------- \| ---------------------------- \| ------------------------- \| \| Pos. \| Tävling \| År \| \| \| Panamerikanska U20/U21-cupen \| 2022 \| \| 14 \| U20/U21-VM \| 2023 \| \| \| Panamerikanska U20/U21-cupen \| 2023 \| |                              |      |
| Redigera uppgifter i faktarutan |                              |      |
| Kronologisk resultatlista |                              |      |
| Pos. | Tävling                      | År   |
| | Panamerikanska U20/U21-cupen | 2022 |
| 14 | U20/U21-VM                   | 2023 |
| | Panamerikanska U20/U21-cupen | 2023 |

| Kronologisk resultatlista | Kronologisk resultatlista    | Kronologisk resultatlista |
| ------------------------- | ---------------------------- | ------------------------- |
| Pos.                      | Tävling                      | År                        |
|                           | Panamerikanska U20/U21-cupen | 2022                      |
| 14                        | U20/U21-VM                   | 2023                      |
|                           | Panamerikanska U20/U21-cupen | 2023                      |

| Tävling                              | Guld | Silver | Brons |
| U20/U21-VM                           | 1    | 1      | -     |
| Nordamerikanska U20/U21-mästerskapet | 1    | 1      | -     |

| Kronologisk resultatlista | Kronologisk resultatlista            | Kronologisk resultatlista |
| ------------------------- | ------------------------------------ | ------------------------- |
| Pos.                      | Tävling                              | År                        |
|                           | U20/U21-VM                           | 1995                      |
|                           | U20/U21-VM                           | 1997                      |
| 9                         | U20/U21-VM                           | 2001                      |
| 9                         | U20/U21-VM                           | 2005                      |
| 11                        | U20/U21-VM                           | 2007                      |
| 2                         | U20/U21-VM                           | 2009                      |
| 5                         | U20/U21-VM                           | 2011                      |
| 8                         | U20/U21-VM                           | 2013                      |
|                           | Nordamerikanska U20/U21-mästerskapet | 2014                      |
|                           | Final Four U20-cupen                 | 2014                      |
| 1                         | U20/U21-VM                           | 2015                      |
| 1                         | Nordamerikanska U20/U21-mästerskapet | 2016                      |
| 11                        | U20/U21-VM                           | 2017                      |
| 2                         | Nordamerikanska U20/U21-mästerskapet | 2018                      |
|                           | Final Four U20-cupen                 | 2018                      |
| 13                        | U20/U21-VM                           | 2019                      |
| 8                         | U20/U21-VM                           | 2021                      |

| Tävling                              | Guld | Silver | Brons |
| U20/U21-VM                           | 1    | 1      | -     |
| Nordamerikanska U20/U21-mästerskapet | 1    | 1      | -     |

| Kronologisk resultatlista | Kronologisk resultatlista            | Kronologisk resultatlista |
| ------------------------- | ------------------------------------ | ------------------------- |
| Pos.                      | Tävling                              | År                        |
|                           | U20/U21-VM                           | 1995                      |
|                           | U20/U21-VM                           | 1997                      |
| 9                         | U20/U21-VM                           | 2001                      |
| 9                         | U20/U21-VM                           | 2005                      |
| 11                        | U20/U21-VM                           | 2007                      |
| 2                         | U20/U21-VM                           | 2009                      |
| 5                         | U20/U21-VM                           | 2011                      |
| 8                         | U20/U21-VM                           | 2013                      |
|                           | Nordamerikanska U20/U21-mästerskapet | 2014                      |
|                           | Final Four U20-cupen                 | 2014                      |
| 1                         | U20/U21-VM                           | 2015                      |
| 1                         | Nordamerikanska U20/U21-mästerskapet | 2016                      |
| 11                        | U20/U21-VM                           | 2017                      |
| 2                         | Nordamerikanska U20/U21-mästerskapet | 2018                      |
|                           | Final Four U20-cupen                 | 2018                      |
| 13                        | U20/U21-VM                           | 2019                      |
| 8                         | U20/U21-VM                           | 2021                      |

| Sport | volleyboll                   |      |
| Resultat |                              |      |
| \| Kronologisk resultatlista \| Kronologisk resultatlista \| Kronologisk resultatlista \| \| ------------------------- \| ---------------------------- \| ------------------------- \| \| Pos. \| Tävling \| År \| \| \| Panamerikanska U18/U19-cupen \| 2022 \| \| \| Panamerikanska U18/U19-cupen \| 2023 \| \| 13 \| U18/U19-VM[9] \| 2023 \| |                              |      |
| Redigera uppgifter i faktarutan |                              |      |
| Kronologisk resultatlista |                              |      |
| Pos. | Tävling                      | År   |
| | Panamerikanska U18/U19-cupen | 2022 |
| | Panamerikanska U18/U19-cupen | 2023 |
| 13 | U18/U19-VM                   | 2023 |

| Kronologisk resultatlista | Kronologisk resultatlista    | Kronologisk resultatlista |
| ------------------------- | ---------------------------- | ------------------------- |
| Pos.                      | Tävling                      | År                        |
|                           | Panamerikanska U18/U19-cupen | 2022                      |
|                           | Panamerikanska U18/U19-cupen | 2023                      |
| 13                        | U18/U19-VM                   | 2023                      |

| Tävling                              | Guld | Silver | Brons |
| U18/U19-VM                           | -    | 1      | -     |
| Nordamerikanska U18/U19-mästerskapet | 2    | -      | -     |

| Kronologisk resultatlista | Kronologisk resultatlista            | Kronologisk resultatlista |
| ------------------------- | ------------------------------------ | ------------------------- |
| Pos.                      | Tävling                              | År                        |
| 13                        | U18/U19-VM                           | 1997                      |
|                           | Nordamerikanska U18/U19-mästerskapet | 1998                      |
|                           | Nordamerikanska U18/U19-mästerskapet | 2000                      |
|                           | U18/U19-VM                           | 2001                      |
|                           | Nordamerikanska U18/U19-mästerskapet | 2002                      |
|                           | Nordamerikanska U18/U19-mästerskapet | 2006                      |
|                           | U18/U19-VM                           | 2007                      |
|                           | Nordamerikanska U18/U19-mästerskapet | 2008                      |
| 11                        | U18/U19-VM                           | 2009                      |
|                           | Nordamerikanska U18/U19-mästerskapet | 2010                      |
|                           | Panamerikanska U18/U19-cupen         | 2011                      |
|                           | Nordamerikanska U18/U19-mästerskapet | 2012                      |
|                           | Panamerikanska U18/U19-cupen         | 2013                      |
|                           | U18/U19-VM                           | 2013                      |
| 1                         | Nordamerikanska U18/U19-mästerskapet | 2014                      |
|                           | Panamerikanska U18/U19-cupen         | 2015                      |
|                           | U18/U19-VM                           | 2015                      |
|                           | Final Four U18-cupen                 | 2015                      |
| 1                         | Nordamerikanska U18/U19-mästerskapet | 2016                      |
|                           | Panamerikanska U18/U19-cupen         | 2017                      |
|                           | Final Four U18-cupen                 | 2017                      |
| 2                         | U18/U19-VM                           | 2017                      |
|                           | Nordamerikanska U18/U19-mästerskapet | 2018                      |
| 6                         | Panamerikanska U18/U19-cupen         | 2019                      |
| 10                        | U18/U19-VM                           | 2021                      |

| Tävling                              | Guld | Silver | Brons |
| U18/U19-VM                           | -    | 1      | -     |
| Nordamerikanska U18/U19-mästerskapet | 2    | -      | -     |

| Kronologisk resultatlista | Kronologisk resultatlista            | Kronologisk resultatlista |
| ------------------------- | ------------------------------------ | ------------------------- |
| Pos.                      | Tävling                              | År                        |
| 13                        | U18/U19-VM                           | 1997                      |
|                           | Nordamerikanska U18/U19-mästerskapet | 1998                      |
|                           | Nordamerikanska U18/U19-mästerskapet | 2000                      |
|                           | U18/U19-VM                           | 2001                      |
|                           | Nordamerikanska U18/U19-mästerskapet | 2002                      |
|                           | Nordamerikanska U18/U19-mästerskapet | 2006                      |
|                           | U18/U19-VM                           | 2007                      |
|                           | Nordamerikanska U18/U19-mästerskapet | 2008                      |
| 11                        | U18/U19-VM                           | 2009                      |
|                           | Nordamerikanska U18/U19-mästerskapet | 2010                      |
|                           | Panamerikanska U18/U19-cupen         | 2011                      |
|                           | Nordamerikanska U18/U19-mästerskapet | 2012                      |
|                           | Panamerikanska U18/U19-cupen         | 2013                      |
|                           | U18/U19-VM                           | 2013                      |
| 1                         | Nordamerikanska U18/U19-mästerskapet | 2014                      |
|                           | Panamerikanska U18/U19-cupen         | 2015                      |
|                           | U18/U19-VM                           | 2015                      |
|                           | Final Four U18-cupen                 | 2015                      |
| 1                         | Nordamerikanska U18/U19-mästerskapet | 2016                      |
|                           | Panamerikanska U18/U19-cupen         | 2017                      |
|                           | Final Four U18-cupen                 | 2017                      |
| 2                         | U18/U19-VM                           | 2017                      |
|                           | Nordamerikanska U18/U19-mästerskapet | 2018                      |
| 6                         | Panamerikanska U18/U19-cupen         | 2019                      |
| 10                        | U18/U19-VM                           | 2021                      |